# Модернізм у музиці

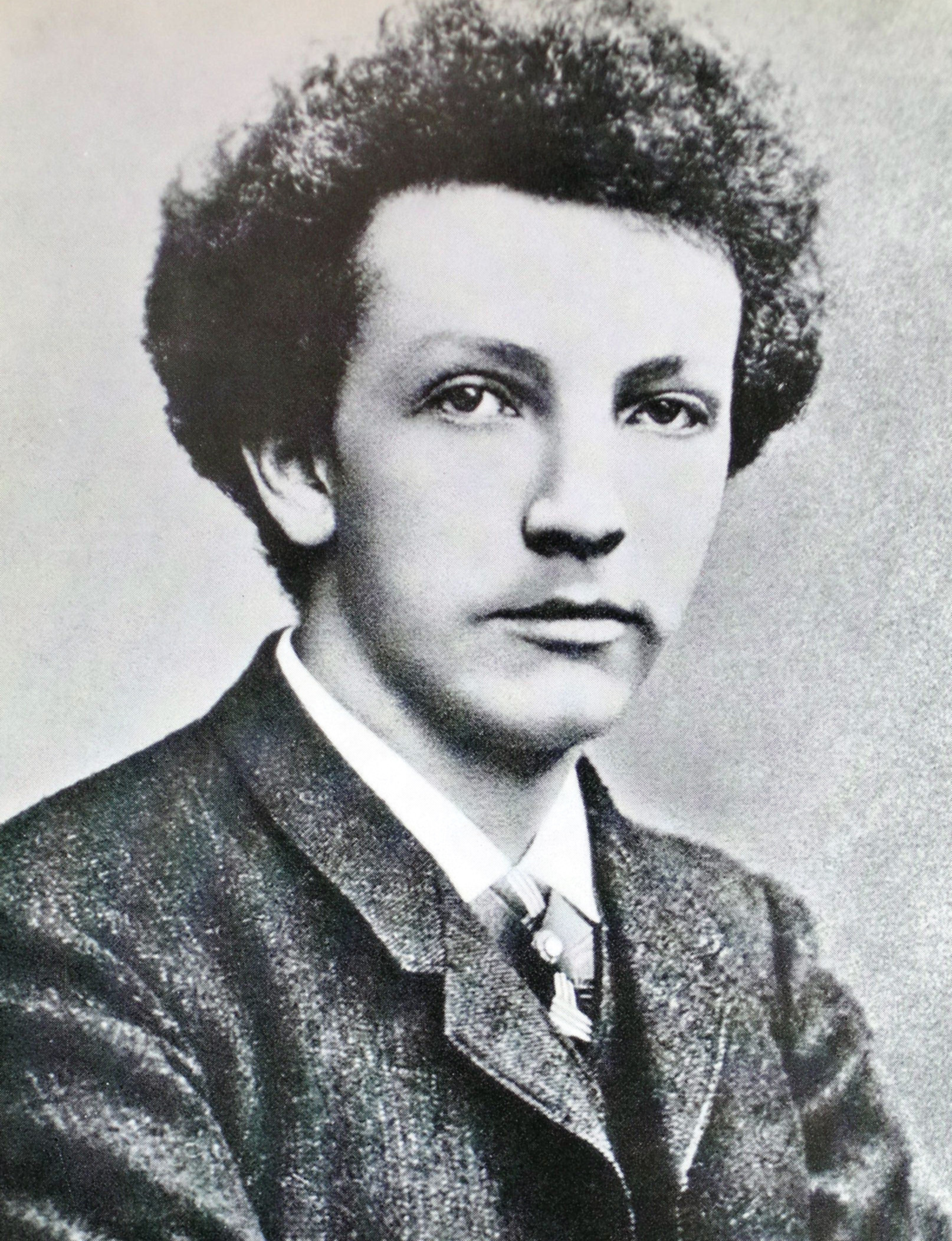
Річард Стросс у 1888 році, рік Дон Жуана, який символізує життєвий елан і «розривний настрій» модернізму (Dahlhaus 1989)

Модернізм у музиці — це естетична позиція, що лежить в основі періоду змін та розвитку музичної мови, яка наприкінці XX століття, в період різноманітних реакцій на виклик та переосмислення старих категорій музики, нововведень, призвели до нових способів організації і наближення до гармонійних, мелодійних, звукових та ритмічних аспектів музики, а також зміни естетичного світогляду в тісній залежності від ідентифікованого періоду модернізму в мистецтві того часу.    

## Визначення
Музикознавець Карл Дальгаус характеризує модернізм таким словами: 
«Очевидний момент історичного розриву. „Прорив“ Малера, Стросса та Дебюссі передбачає глибоку історичну трансформацію... Якби ми шукали ім'я, щоб передати відривний настрій 1890-х (настрій, який музично символізується відкриттями барів Дон Жуана Штраусса), але не нав'язуючи вигаданій єдності стилю, ми могли б зробити гірше, ніж повернутися до Германа Бара термін „модернізм“ і говорити про стилістичний відкритий склад „модерністської музики“, що тягнеться (з деякою різницею) з 1890 року по засадам нашої сучасної музики двадцятого століття в 1910 рік». (Dahlhaus, 1989) 
 Еро Тарасті визначає музичний модернізм безпосередньо з точки зору «розчинення традиційної тональності та трансформації самих основ тональної мови, пошуку нових моделей в атоналізмі, політоналізмі чи інших формах зміненої тональності», що відбулося на рубежі століття (Tarasti, 1979). 
Деніел Олбрайт пропонує визначення музичного модернізму як «випробування меж естетичної побудови» та представляє такі модерністські прийоми чи стилі (Albright, 2004): 
- Експресіонізм
- Нова об'єктивність
- Гіперреалізм
- Абстракціонізм
- Неокласицизм
- Необарбаризм (безформна енергія)
- Футуризм
- Міфічний метод (культивування доісторичного минулого)

## Періодизація
Деякі письменники розглядають музичний модернізм як історичний період чи епоху, що тривала приблизно з 1890 по 1930 рр.. І застосовують термін «постмодернізм» до періоду чи епохи після 1930 року (Károlyi, 1994; Meyer, 1994). Для Далхауза (цитується вище) найчистіша форма закінчилася до 1910 року, але інші історики вважають, що модернізм закінчується тією чи іншою з двох світових війн (Albright, 2004). 
Інші письменники стверджують, що модернізм не прив'язаний ні до якого історичного періоду, а є «ставленням композитора; живою конструкцією, яка може еволюціонувати з часом» (McHard, 2008). 

## Джаз
За словами джазового барабанщика та ведучого гурту Кенні Кларка, спочатку сам себе та сучасниками бебоп називали «сучасним джазом», перш ніж його спільно вибрали назву «бебоп» іншими письменниками (Du Noyer, 2003). 

## Популярна музика
Професор культурології Ендрю Гудвін пише, що «зважаючи на плутанину термінів, ототожнення текстів постмодерну коливалося на надзвичайно розбіжних і непослідовному поширенні текстових примірників. . . По-друге, в популярній музиці проходять дебати про пастише та справжність. „Модернізм“ означає щось зовсім інше в кожному з цих двох полів. . . Ця плутанина очевидна в ранній формаційній спробі зрозуміти рок-музику в постмодерністські терміни» (Goodwin, 2006). Гудвін стверджує, що випадки модернізму в популярній музиці, як правило, не цитуються, оскільки «це підриває постмодерну тезу про культурний синтез, в його явних зусиллях зберегти буржуазне поняття мистецтва на противагу мейнстріму», комерційному «рок-попу» (Goodwin, 2006). 
Модернізм в популярній музиці був названий ще в кінці 1950-х років, коли квітучий Лос-Анджелеса рок-н - рол радіостанції KRLA почав дубляж свій повітряний простір «Сучасне радіо / Лос-Анджелес». Автор Доменік Пріоре вважає, що «концепція модернізму була пов'язана в самому будівництві великого району Лос-Анджелеса, в той час, коли місто тільки починало входити в своє як міжнародний, культурний центр» (Priore, 2005). Деякі приклади, які незабаром послідували, включають в себе детально влаштовану «Річку глибоку — гора високо» Айк і Тіни Тернер (1966) та «Добрі вібрації» пляжних хлопчиків (1966). Бажаючи «скуштувати сучасний, авангардний R&B» для запису останнього, учасник групи та співавтор пісні Брайан Вілсон вважав музику «просунутим ритмом і блюзом», але отримав критику від своїх одногрупників, які насміхалися з треку за те, що вони «занадто сучасний» під час його створення (Priore, 2005). 
Художники-рок та прогресивні рок-артисти, такі як «Оксамитове підпілля», «Генрі Корова», «М'яка машина» та «Хетфілд і Північ», пізніше виявлятимуть модерністські сподівання (Goodwin, 2006), хоча Гудвін вважає, що прогресивний рок слід вважати «анафемою» постмодернізму (Goodwin, 2006).